# Aşağıçinpolat, Akçakale
Aşağıçinpolat là một xã thuộc huyện Akçakale, tỉnh Şanlıurfa, Thổ Nhĩ Kỳ. Dân số thời điểm năm 2011 là 828 người.